# 第21軍団ラパクス
第21軍団ラパクス (Legio XXI Rapax, Legio Vigesima Prima Lapax) は、ローマ軍団のひとつ。

## 軍歴

### ユリウス＝クラウディウス朝期

#### 大ドルスス、ティベリウスのゲルマニア遠征
紀元前31年にアウグストゥスにより設立、恐らくヒスパニア・タラコネンシスへと派遣されカラブリア人との戦闘に参加したものと思われる。紀元前16年から翌年にかけて大ドルススのもとでラエティア人との戦闘に従軍、制圧後新たに出来たラエティア属州に赴任、カストラ・レギナに駐在する。
紀元6年には、後のローマ皇帝ティベリウスを司令官としゲルマン人のマルコマンニ族の討伐のために遠征、この遠征には第21軍団の他に第8軍団アウグスタ、第13軍団ゲミナ、第14軍団ゲミナ、第15軍団アポッリナリス、第16軍団ガッリカ、そして第20軍団ウァレリア・ウィクトリクスが参加した。

#### トイトブルクの戦い以降
しかしトイトブルクの戦いで第17軍団、第18軍団、第19軍団が壊滅すると、その損失の補強の為に任地を低地ゲルマニアに移動、第5軍団アラウダエとともにカストラ・ウェテラの駐在となった。43年には任地が高地ゲルマニアとなる。

### フラウィウス朝期以降
ネロが自殺して内乱状態となると第21軍団を含むゲルマニアの軍団はウィテリウスを支持しローマへと進軍、しかしウェスパシアヌスに敗北する。しかし皇帝となったウェスパシアヌスによって第21軍団はそのまま存続を許され、クィントゥス・ペティリウス・ケリアリスの指揮のもとで出動、ユリウス・キウィリス率いるバタウィア人の反乱の鎮圧する。そしてそのまま低地ゲルマニアに、第14軍団ゲミナとともに赴任した。
89年にはルキウス・アントニウス・サトゥルニヌスの反乱を支持、ドミティアヌスに対して反乱を起こす。第21軍団はその後パンノニアに移動、92年にサルマタイとの戦いで消滅した。